# 王酩
王酩（1934年11月8日—1997年12月5日），男，上海人，中国现代作曲家。

## 生平
王酩早年在上海求学，曾经担任过小学教师，1959年考入上海音乐学院作曲系，1964年毕业，担任中央乐团创作员，曾任中国音乐家协会理事，《歌曲》杂志编委，中国电影家协会理事，中国轻音乐学会副主席，第七届全国政协委员等职务。
王酩和施光南、王立平被称为中国新时期青年作曲家的“三驾马车”。他是中国最早开办通俗音乐培训班的音乐家之一。1987年他创办了通俗音乐培训班，培训了许多年轻的歌手，成为中国第一批流行乐手。他创造过许多著名的影视歌曲，是中国第一批原创流行歌曲。
他曾经为40余部影视作品创作配乐，主要作品有为电影《小花》配乐获1980年百花奖最佳音乐奖，他的四首歌曲《边疆的泉水清又纯》、《妹妹找哥泪花流》、《绒花》和《青春啊青春》被中央人民广播电台评为“听众最喜爱的歌”。此外还为电影《知音》、《被爱情遗忘的角落》、《红楼梦》以及电视剧《王昭君》、《诸葛亮》、《炎黄二帝》等创作配乐。
他的作品还有清唱剧《尹灵芝》、单簧管奏鸣曲《天山之春》、管弦乐《海霞》、长笛协奏曲《与海的对话》、琵琶协奏曲《霸王卸甲》、舞剧《珠穆朗玛》等。
1997年12月5日，他因脑溢血在北京逝世。